# Rivarolo (Gênes)

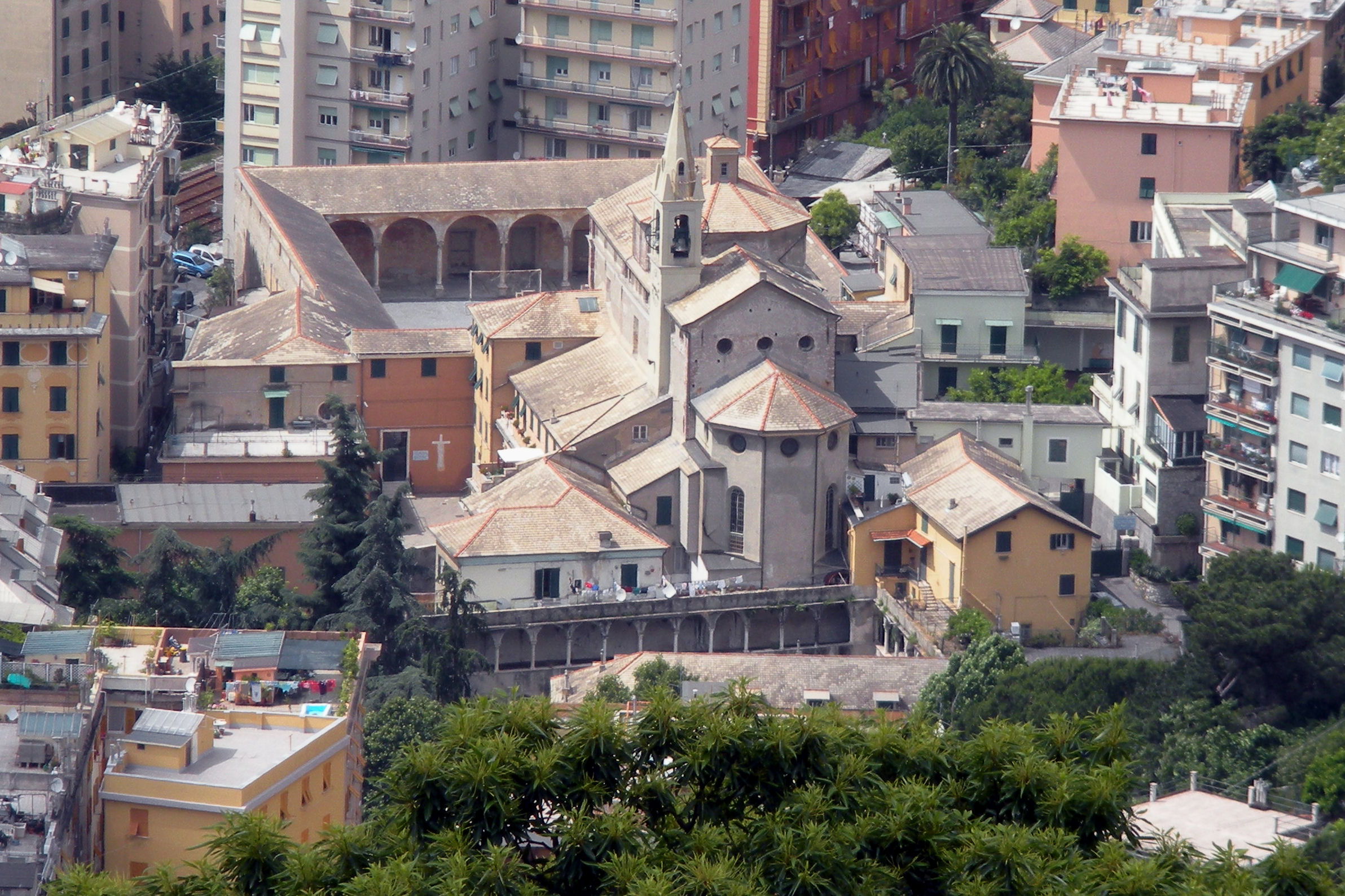

Rivarolo Ligure est un faubourg industriel au nord-ouest de Gênes en Italie, dans la vallée basse du Polcevera.

## Histoire
Commune jusqu'en 1926, elle fut annexée à la Grande Gênes.

## Sites particuliers
Les principaux monuments sont :
- Chartreuse Saint-Barthélemy de Rivarolo
- l'église Santa-Maria Assunta du XIIe siècle ;
- le château Foltzer, aujourd'hui lieu d'une section de la bibliothèque municipale ;
- Dans le petit bourg du Garbo, le Musée ligure d'histoire et de culture paysanne.

## Personnalités associées au quartier
Rivarolo est le lieu de naissance de l'actrice Lyda Borelli, du peintre Enrico Castello, Delfo Bellini
Luigi Cambiaso et Pietro Monticelli.